# Носата черепаха діадемова
Носата черепаха діадемова (Rhinoclemmys diademata) — вид черепах з роду Носата плямиста черепаха родини Азійські прісноводні черепахи. Інша назва «венесуельська лісова черепаха».

## Опис
Загальна довжина карапаксу досягає 18—25,4 см. Спостерігається статевий диморфізм: самиці більші за самців. Голова середнього розміру. Карапакс досить плаский з кілем по середині. Пластрон доволі плаский. На лапах не зовсім розвинені плавальні перетинки.
Голова чорного кольору. Малюнок на голові має підковоподібну форму жовтого забарвлення, нагадуючи корону. Звідси походить назва цієї черепахи. Світлих плям на потилиці немає, а перед очима є по одній світлій плямі. Карапакс чорний або темно—коричневий. Пластрон коричнюватий. Кінцівки чорні.

## Спосіб життя
Полюбляє річки, струмки, болота. Харчується комахами, членистоногими, рослинами.
Самиця відкладає від 1 до 3 яєць. За сезон буває 2 клади.

## Розповсюдження
Мешкає у Колумбії та Венесуелі.